# La Chapelle-sur-Chézy

La Chapelle-sur-Chézy este o comună în departamentul Aisne din nordul Franței. În 1 ianuarie 2022 avea o populație de 299 de locuitori.